# Sant Arcònç de Barjas
Saint-Arcons-de-Barges és un municipi francès situat al departament de l'Alt Loira i a la regió d'Alvèrnia-Roine-Alps. L'any 2007 tenia 120 habitants.

## Demografia

### Població
El 2007 la població de fet de Saint-Arcons-de-Barges era de 120 persones. Hi havia 55 famílies de les quals 17 eren unipersonals (4 homes vivint sols i 13 dones vivint soles), 17 parelles sense fills, 17 parelles amb fills i 4 famílies monoparentals amb fills.
La població ha evolucionat segons el següent gràfic:
Habitants censats

### Habitatges
El 2007 hi havia 157 habitatges, 56 eren l'habitatge principal de la família, 93 eren segones residències i 8 estaven desocupats. 156 eren cases i 1 era un apartament. Dels 56 habitatges principals, 52 estaven ocupats pels seus propietaris, 3 estaven llogats i ocupats pels llogaters i 1 estava cedit a títol gratuït; 2 tenien dues cambres, 7 en tenien tres, 13 en tenien quatre i 34 en tenien cinc o més. 32 habitatges disposaven pel capbaix d'una plaça de pàrquing. A 31 habitatges hi havia un automòbil i a 16 n'hi havia dos o més.

### Piràmide de població
La piràmide de població per edats i sexe el 2009 era:
| Homes | Edats   | Dones |
| ----- | ------- | ----- |
| 0     | 95 o +  | 0     |
| 0     | 90 a 94 | 0     |
| 0     | 85 a 89 | 0     |
| 4     | 80 a 84 | 0     |
| 4     | 75 a 79 | 12    |
| 4     | 70 a 74 | 8     |
| 0     | 65 a 69 | 4     |
| 12    | 60 a 64 | 4     |
| 4     | 55 a 59 | 4     |
| 4     | 50 a 54 | 4     |
| 0     | 45 a 49 | 4     |
| 4     | 40 a 44 | 4     |
| 0     | 35 a 39 | 4     |
| 0     | 30 a 34 | 0     |
| 12    | 25 a 29 | 0     |
| 8     | 20 a 24 | 4     |
| 0     | 15 a 19 | 0     |
| 4     | 10 a 14 | 4     |
| 0     | 5 a 9   | 0     |
| 4     | 0 a 4   | 0     |

## Economia
El 2007 la població en edat de treballar era de 71 persones, 49 eren actives i 22 eren inactives. De les 49 persones actives 44 estaven ocupades (26 homes i 18 dones) i 5 estaven aturades (2 homes i 3 dones). De les 22 persones inactives 16 estaven jubilades, 4 estaven estudiant i 2 estaven classificades com a «altres inactius».

### Ingressos
El 2009 a Saint-Arcons-de-Barges hi havia 55 unitats fiscals que integraven 115 persones, la mediana anual d'ingressos fiscals per persona era de 11.113 €.

### Activitats econòmiques
Dels 3 establiments que hi havia el 2007, 1 era d'una empresa de fabricació d'altres productes industrials i 2 d'empreses d'hostatgeria i restauració.
L'any 2000 a Saint-Arcons-de-Barges hi havia 16 explotacions agrícoles que ocupaven un total de 845 hectàrees.

## Poblacions més properes
El següent diagrama mostra les poblacions més properes.